# Paracheirodon
Paracheirodon é o género a que pertencem algumas espécies de peixes, da família dos caracídeos, muito apreciadas na aquariofilia. São originários da região Norte da América do Sul, possuindo uma coloração brilhante.
As espécies mais comuns são: o Cardinal (P. axelrodi), o Néon (P. innesi), e o Néon-Verde (P. simulans). São peixes dóceis e que no seu habitat vivem em cardume.